# Hermès (navette spatiale)
Pour les articles homonymes, voir Hermès (homonymie).
Hermès est un projet de navette spatiale européenne abandonné en 1992. Envisagé à partir de 1975 par le Centre national d'études spatiales français (CNES) et repris par l'Agence spatiale européenne (ESA) en 1985, Hermès devait être lancé par une fusée Ariane 5 et desservir la station autonome européenne Columbus MTFF.

## Historique
En 1973, l’échec des fusées Europa, dû à un montage industriel tripartite peu adapté, oblige la Conférence européenne de construction de lanceurs et d'engins spatiaux (CECLES/ELDO) et le Conseil européen de recherches spatiales (CERS/ESRO) à se réorganiser sous l’égide de la France en Agence spatiale européenne (ESA), en vue, notamment, d’acquérir une indépendance en matière de lancements de satellites de communication commerciaux, via le programme de lanceur L III S (Lanceur de 3e génération de substitution), renommé en Ariane 1 (France) et du laboratoire Spacelab (RFA et Italie).

### Premières ébauches (1977-1984)
La fin des années 1970 et le début des années 1980 sont une période faste pour le CNES et l’ESA, grâce aux succès commerciaux d’Ariane 1, au choix par la NASA des deux laboratoires européens Spacelab (LM1 et LM2) devant être embarqués par la navette spatiale américaine et au lancement de projets de laboratoire spatial européen et de véhicules habités de transfert associés. En 1977, le CNES lance une étude de faisabilité d'un avion spatial habité, déjà dénommé Hermès, destiné à des missions à basse altitude (200 km) sur une orbite inclinée à 60° sur l'équateur ou à des rendez-vous avec une station spatiale à 400 km sur une orbite inclinée à 30°.
D'une mini-navette spatiale à trois spationautes (120 kg de bagages plus 400 kg de fret) lancée par Ariane 4, le CNES envisage en 1978 l'utilisation d'Ariane 5 première version d'une capacité de 10 tonnes en orbite basse. À l'époque, Hermès ne comporte que de petits moteurs de changement d'orbite et embarque cinq spationautes dans un module pressurisé de 6,3 mètres de long et de 15 m3. Le coût du projet est estimé à au moins 10 milliards de francs français. En 1980 et 1981, le CNES lance des études sur la fourniture électrique par piles à combustible et sur les protections thermiques. Des essais aérodynamiques concernant les phases de vol de retour hypersonique et d'atterrissage sont effectués par l'ONERA.
En 1984, Hermès présente toujours le profil d'une mini-navette spatiale à aile delta mais dotée de deux empennages verticaux inclinés. Elle est capable d'embarquer de 4 à 6 spationautes plus une charge utile de 4 500 kg et doit être mise sur orbite par une Ariane 5 première version, en fait une Ariane 4 A44L avec un nouveau 2e étage.

### Hermèset la station autonome Columbus MTFF (1982-1992)

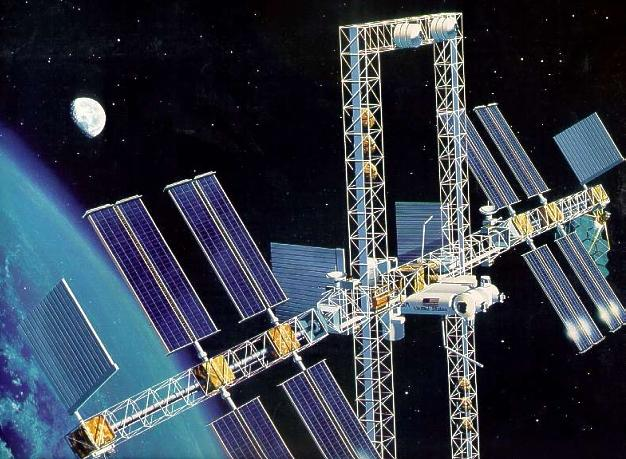
Vue par un artiste (1986), la station spatiale américaine Freedom à laquelle la station autonome Columbus aurait pu s'amarrer pour 90 jours...

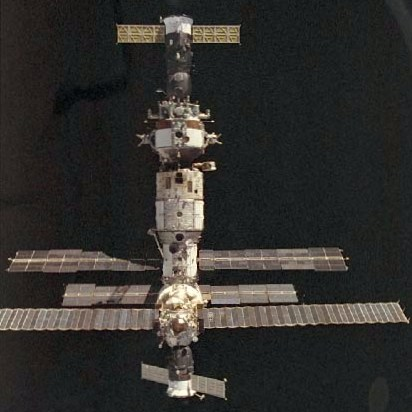
... aussi bien qu'à la station spatiale soviétique Mir 1.

Entretemps, les maîtres d’œuvre du Spacelab : Aeritalia (depuis Alenia Aeronautica) et MBB puis l’Aerospatiale (devenu EADS puis Airbus Space Transportation) proposent dès 1982 des dérivés de ce laboratoire, après des études de 1981 concernant la plate-forme Solaris.
MBB et Aeritalia soumettent un système intégré purement européen, nommé Columbus quelque temps avant que le président des États-Unis Ronald Reagan propose à l’ESA de joindre le projet américain de Space Station Freedom, lancé en 1984, ce qu'elle fait en mai 1985, après d'âpres négociations.
L'ESA se plaint, en effet, du peu d'accès aux transferts de technologie concernant les modules pressurisés tandis que le Congrès des États-Unis insiste pour que Columbus ne mène pas d'expériences de microgravité à but commercial et que la NASA affirme que le contrôle autonome de Columbus est techniquement impossible.
L'ESA ne cède pas et la construction du MTFF est décidée en 1985. Il peut s'arrimer aux stations Freedom ou Mir pour des missions de 90 jours.
La mission principale d'Hermès est, cependant, la desserte du laboratoire autonome MTFF de 3 à 4 fois par an pour une durée de dix à douze jours dont sept accostés. Hermès s'amarre au laboratoire autonome Man Tended Free Flyer (MTFF) ou Columbus Free Flyer Laboratory (CFFL), qui comprend, dans l'ordre d'assemblage :

#### Le laboratoire pressurisé Columbus
Module dérivé du Spacelab, Columbus mesure 6,7 m de long, a un diamètre de 4,5 m, une masse de 12,4 tonnes (de 9,5 à 9,7 tonnes à vide) pour une charge utile de 2 tonnes. Il est accessible par le sas arrière d'Hermès et est utilisé principalement pour des recherches en micropesanteur.

#### Un module de ressources
Il fournit l'énergie électrique, le contrôle environnemental et le guidage des autres modules. Il peut être doté d'un bras télémanipulateur, qui deviendra le European Robotic Arm (ERA) utilisé sur l'International Space Station. Ce module est annulé en décembre 1988 et certains de ses systèmes sont transférés sur le Module de ressources Hermès (MRH), consommable.

#### La plate-forme EUropean REtrievable CArrier (EURECA)

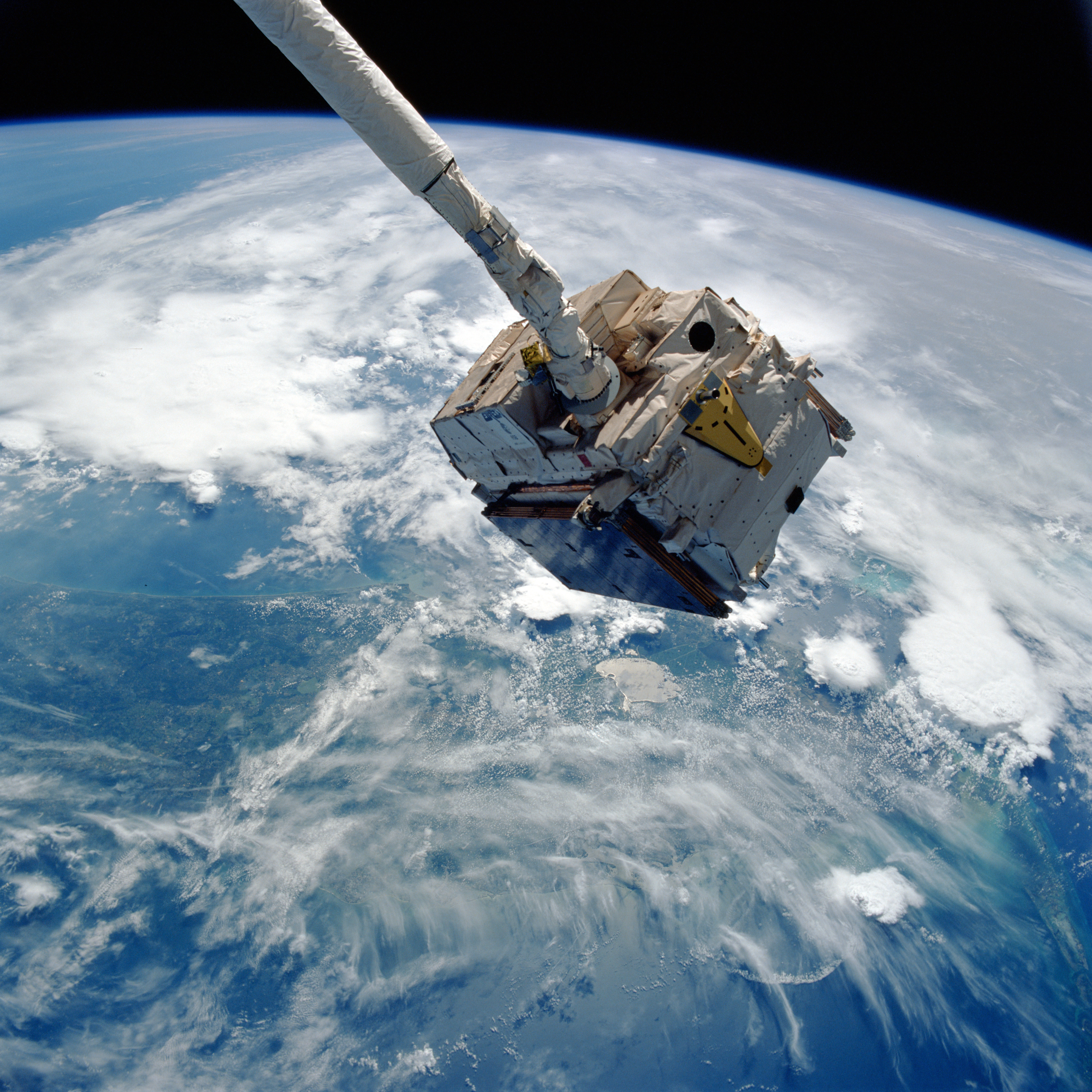
La plate-forme européenne EURECA en vol (1er juillet 1993).

La plate-forme (ou palette) EURECA mesure 6 m de long, 3,6 m de hauteur, possède une envergure (panneaux solaires inclus) de 19,96 m, une masse de 3,2 tonnes pour une charge utile d'une tonne (volume : 8,5 m3). Attachée à Columbus, elle est capable, en mode non-habité et en dehors des visites d'Hermès de mener automatiquement des expériences de microgravité (fabrication de matériaux, cristallogenèse, croissance des protéines ou essais d'exobiologie en impesanteur), d'observation du soleil, de l'espace et des poussières cosmiques grâce au télescope Wide Angle Telescope for Cosmic Hard X-rays (WATCH) et de nouveaux essais de télécommunications inter-orbitales via satellite Olympus. D'un coût de 2,6 milliards de francs en 1992, elle était prévue pour rester en orbite quatre mois. Elle y reste finalement 318 jours avant d'être récupérée.

## Études

### Les industriels entrent en jeu (1985)
Après la décision du président de la République française François Mitterrand de lancer le programme le 7 février 1984, à partir de 1985, le « carré Hermès » constitué de l'Aerospatiale, de AMD-BA et du CNES enchaîne les actions de lobbying en direction de l'ESA afin d'entraîner d'autres pays européens à hauteur de 50 % du budget.
Le 31 janvier 1985, le Conseil des ministres européens de l'espace réunis à Rome prend note de la décision française d'entreprendre le programme d'avion spatial habité Hermès et de la proposition d'y associer les partenaires européens.
Deux prototypes sont alors en concurrence :
– le projet de AMD-BA à aile delta sans empennage vertical, doté d'une soute non pressurisée et présenté au salon du Bourget ;
– le projet de l'Aerospatiale à aile en double delta avec empennage vertical, qui est finalement retenu le 18 octobre 1985.
Le 25 octobre 1985, le CNES présente le projet aux délégations et industries européennes. À cette époque le coût du projet est estimé à 14 milliards de francs.

### Partage industriel (1985-1992)

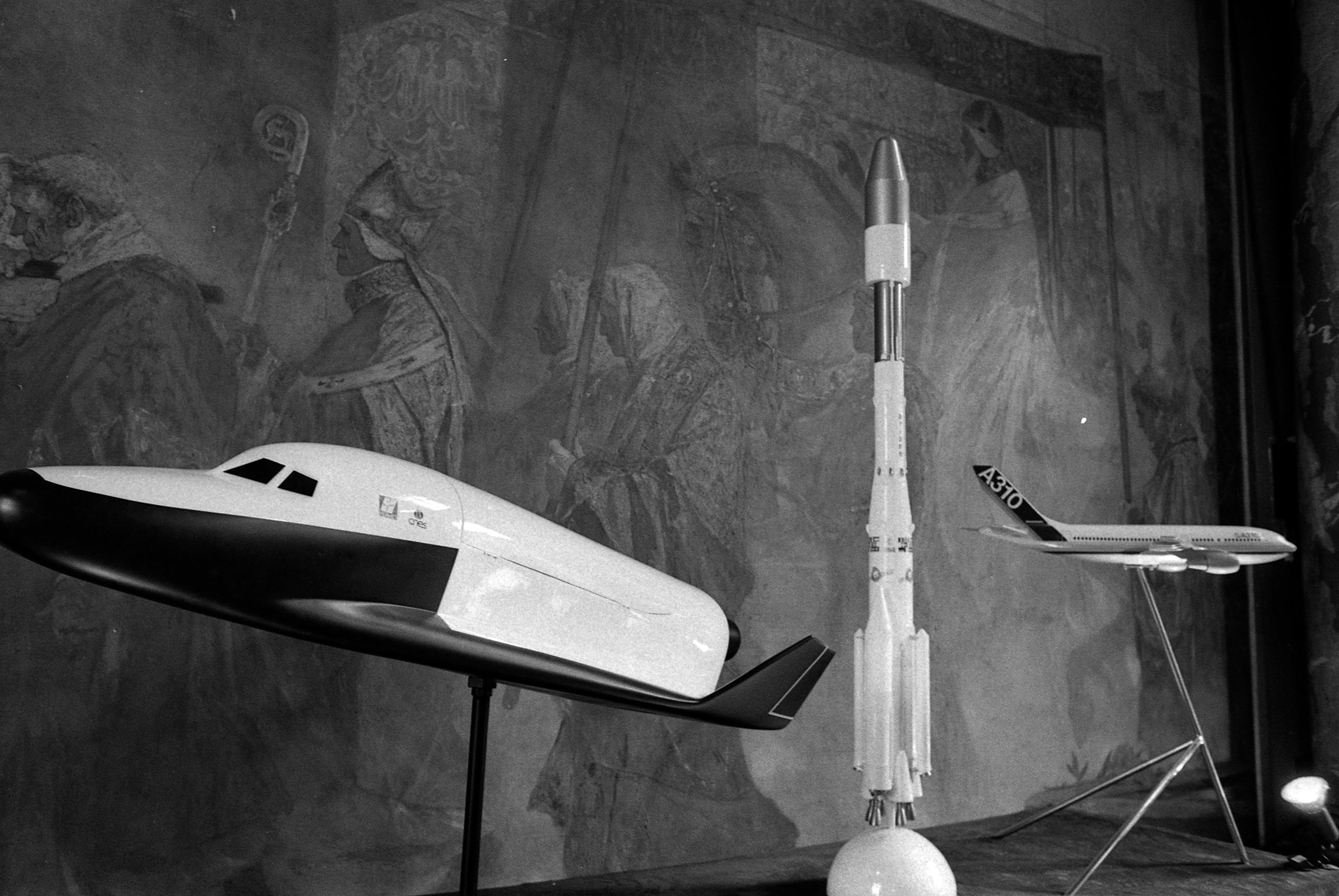
Maquettes de la navette, de la fusée Ariane et de l'Airbus A310, dans la Salle des Illustres du Capitole de Toulouse en mai 1987.

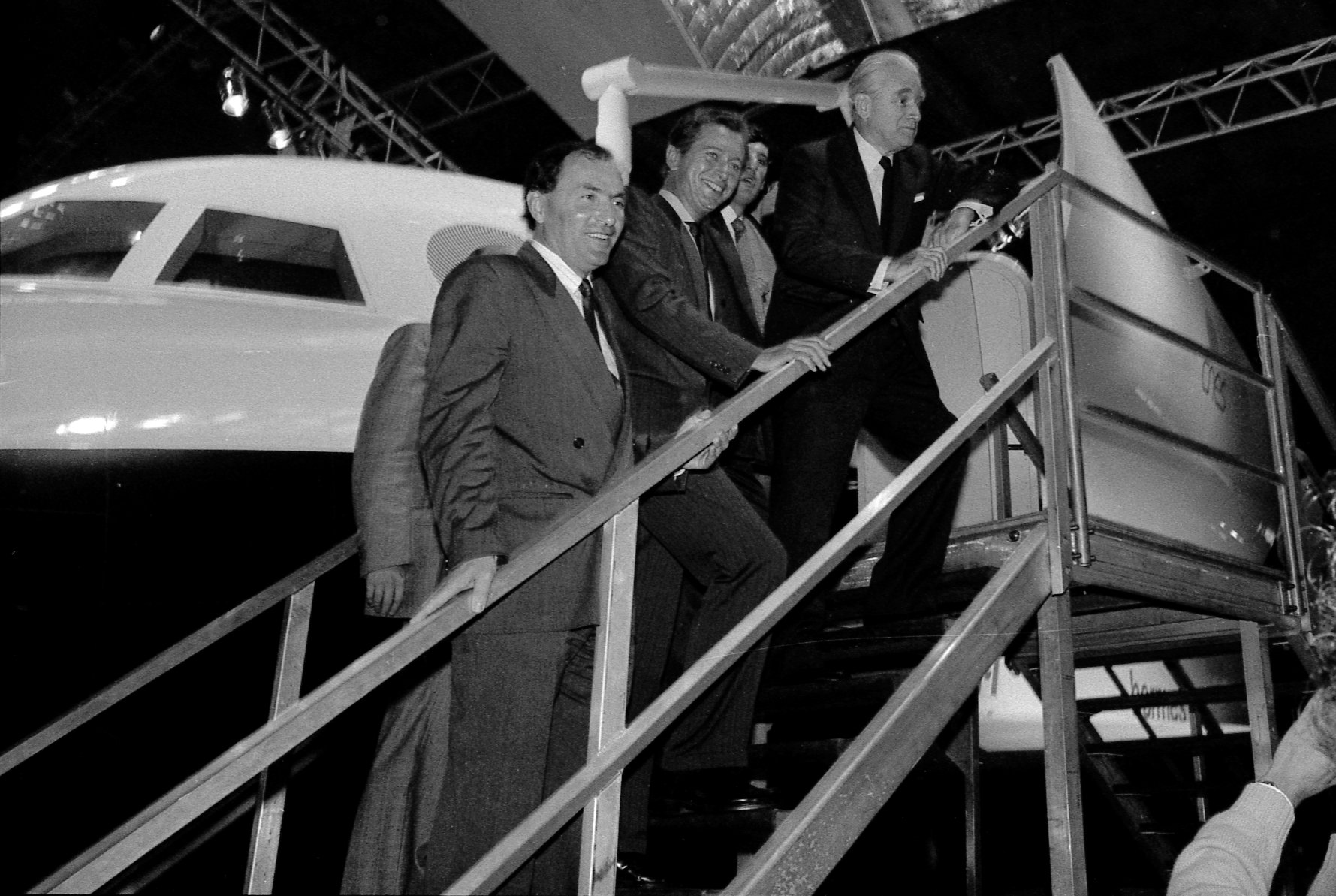
Jacques Chaban-Delmas, Dominique Baudis et Jacques Blanc devant une maquette au SITEF en octobre 1987.

L'Aerospatiale est maître d'œuvre industriel, responsable de la cellule, des installations, des zones de travail et de l'avionique. AMD-BA est maître d'œuvre délégué responsable de l'aérodynamisme, de la protection thermique et des commandes de vol.
Matra est responsable de l'électronique fonctionnelle, MBB de la propulsion, Dornier du contrôle environnement et support vie ainsi que de la pile à combustible, ANT des mesures et communications, Aeritalia du contrôle thermique, ETCA de l'alimentation électrique de bord et Deutsche Hermes/MBB du système de sauvetage et d'évacuation.
La phase 1 dure de mars 1988 à février 1990. La phase 2 démarre en janvier 1991 avec les 1er essais subsoniques devant débuter en 1996. Le premier vol habité H02 est prévu début 1999, suivi par la première mission de desserte du MTFF la même année.
Le 10 décembre 1990 est créée la holding Hermespace France (51 % Aerospatiale, 49 % Dassault Aviation), qui détient 51,6 % d'Euro-Hermespace aux côtés de DASA (33,4 %) et d'Alenia Aeronautica (15 %).

### Hermès prend du poids

#### Le coût du programme s'envole
En 1985, le CNES espère que le coût total du programme (pour la construction de deux véhicules) n'excèdera pas les 1,9 milliard de dollars.
Lorsque l'ESA débute la phase préliminaire B2 d'Hermès en mai 1986, le coût est estimé à 1,5 milliard de dollars. Le conseil de l'Agence spatiale européenne adopte officiellement le projet présenté par la France le 27 juin 1986. Une rallonge de 35 millions de dollars est accordée en octobre 1986.
Les projets Ariane 5 au design totalement nouveau et Hermès sont approuvés lors de la conférence de l'ESA à La Haye, les 9 et 10 novembre 1987. La décision d'abandonner le démonstrateur Maïa à l'échelle 1/3 augmente légèrement le coût du projet à 21 milliards de francs, comprenant un vol de qualification automatique sur Ariane 4 H01 à la mi-1998.
À cette époque, l'optimisme est encore de rigueur et Jörg Feustel-Büechl, directeur des systèmes de transport spatial à l'ESA, déclare que « l'Europe ne borne pas là ses ambitions car, en mettant au point Hermès, avion spatial de conception et de réalisation européenne, elle rejoindra les puissances maîtrisant les techniques des vols habités, ceux qui domineront l'exploitation et l'exploration de l'espace au XXIe siècle. ».

#### Hermès s'alourdit
Hermès tend également à prendre de l'embonpoint, ce qui, selon un rapport de l'Assemblée nationale française, « constituait une des difficultés majeures du programme. »
- Le débat sur la capsule de sauvetage apparaît interminable. Selon EADS, « la perte tragique de la navette américaine Challenger en janvier 1986 força à une réorientation. Hermès doit désormais être équipé avec une capsule éjectable pour servir de véhicule d’évacuation d’urgence en cas d’un accident au lancement de la navette. En raison de l’augmentation considérable de son poids, la charge utile s’en trouve réduite à 3 000 kg et le nombre de membres d'équipage est limité à trois. On renonce également à la possibilité d’une soute ouverte pour injecter les satellites sur orbite. Plus tard, la conception d’une capsule de sauvetage sera également écartée et remplacée par une solution avec des sièges éjectables[6]. » Ce système[Notes 13], certes plus léger que la capsule de sauvetage, est capable de fonctionner jusqu'à Mach 2, c'est-à-dire dans les premières minutes du lancement ou peu de temps avant l'atterrissage ;

- Les contraintes dues au lanceur Ariane 5 ;

- La protection thermique et les piles à combustible.

## Spécifications
Le véhicule spatial Hermès (VSH), d'une masse maximale en charge en orbite de transfert de 23 000 kg, est composé de trois éléments :
- L'avion spatial Hermès (ASH) d'une masse maximale en charge en orbite de transfert de 15 000 kg et d'une longueur de 12,69 m possède une forme de corps portant (lifting body) doté d'une voilure à aile delta avec élevons sans empennage. Il comprend une cabine de pilotage de 8 m3 (hauteur de 2,96 m, diamètre de 2,74 m) pour 3 spationautes, une soute pressurisée de 25 m3 consacrée à la cargaison, aux activités scientifiques et à la vie de l'équipage ;
- Le Module de ressources Hermès (MRH) d'une masse maximale en charge en orbite de transfert de 8 000 kg (charge utile : 1 500 kg) et d'une longueur 5,40 m dispose d'un volume de 28 m3 comprenant le système propulsif d'accostage et d'arrimage, la centrale de contrôle thermique sur orbite, les réservoirs d'oxygène, de carburant et d'eau. Il est détaché de l'avion spatial avant sa rentrée atmosphérique ;
- Le Module de propulsion Hermès (MPH), 3e étage du lanceur Ariane 5. Il est utilisé par Hermès pour modifier son orientation et sa vitesse avant d'être largué.

La navette réutilisable devait pouvoir effectuer l’aller-retour entre la Terre et l’infrastructure orbitale 30 fois avant une première révision.
Des débats sans fin amènent inéluctablement à l'abandon du projet en 1992, malgré l'investissement personnel des responsables du projet dont Philippe Couillard.

## Héritage
Bien qu'abandonné, son développement a permis à l'Europe l'acquisition de plusieurs technologies dans le domaine spatial bien évidemment, mais également l'amélioration d'autres comme :
- CATIA qui a stimulé sa mise au point
- les piles à combustible
- les commandes de vol électriques

Dès 1990, le CNES et l'ESA étudient avec l'aide des industriels (Aerospatiale et DASA) des alternatives à Hermès, essentiellement des capsules spatiales habitées devant défricher des techniques comme la rentrée atmosphérique et l'atterrissage par parachute, l'aérodynamique, la thermodynamique, les systèmes de protection thermique, les méthodes de pilotage (qui seront utilisés par le Véhicule automatique de transfert européen (ATV)), etc. :
- l'Assured Crew Return Vehicle (ACRV) pour huit spationautes (1993) pour lequel l'ESA lance une étude de phase 1 d'octobre 1992 à avril 1993 (abandonné) ;
- le Rescue Vehicle (RV) biconique (1993) (abandonné) ;
- le Crew Rescue Vehicle (CRV) Viking conique (1994-1996) (abandonné) ;
- l'Atmospheric Reentry Demonstrator (ARD) conique (1996-1998) d'un diamètre de 2,8 m, d'une longueur 2 m et d'une masse de 2 800 kg. Sa maquette est lancée le 14 juillet 1996 d'un ballon stratosphérique à 23,3 km d'altitude, puis sa version finale par Ariane 5 le 21 octobre 1998 à 830 km d'altitude, avant d'être récupérée en mer ;
- le Crew Space Transportation System (CSTS) (2006) étudié par l'ESA, Roskosmos et l'Agence d'exploration aérospatiale japonaise, succédant au Kliper et devant comprendre des modules d'habitation et de propulsion européens (respectivement dérivés de Columbus et du cargo ATV), plus un module russe de rentrée dérivé du Soyouz (abandonné en 2008) ;
- l'Intermediate eXperimental Vehicle (IXV), dont le premier vol a été effectué avec succès en février 2015.
- le Space Rider, successeur de l'IXV qui pourrait effectuer son premier vol en 2027.